# Valfrid Karlson

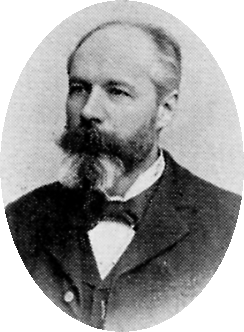
Valfrid Karlson

Axel Magnus Valfrid Karlson, född 26 januari 1855 i Stockholm, död 13 juli 1935 i Tenhult, var en svensk arkitekt.

## Biografi
Valfrid Karlson var son till hovträdgårdsmästaren Karl Magnus Karlson och hans hustru Amalia som var lärarinna vid barnbördshuset i Stockholm. 1875 antogs han som elev till Kungliga Akademien för de fria konsterna, där han studerade fram till 1879. Parallellt med studierna var han byggnadsritare hos Ernst Jacobsson 1874–1876 och Magnus Isæus 1879–1882. 1881 tillträdde han en tjänst som lärare i geometrisk konstruktionslära och ritning vid Tekniska skolan. Efter en studieresa till Nürnberg 1882 startade han egen verksamhet parallellt med undervisningen.
Karlson medverkade framgångsrikt i många arkitekttävlingar under sin yrkesbana och vann flera av dem, bland annat de prestigefyllda tävlingarna om det nya operahuset 1888 samt tävlingen om nytt riksdagshus 1889. Utförda byggnader är dock få och han fick sällan bearbeta sina tävlingsprojekt vidare. Troligtvis saknade han förankring i etablissemanget i de grupperingar som bildats kring de populära prisdomarna Helgo Zettervall och Isac Gustaf Clason. I tävlingsutlåtandena bedömdes hans lösningar som välstuderade och praktiskt genomförbara. Det var snarare den inre dispositionen som var hans styrka framför fasadlösningarna.
1896 tillträdde han en tjänst som lektor i byggnadskonst vid Tekniska elementarskolan i Borås. I staden ritade han bland annat en ny brandstation och ett varmbadhus. Efter flytten till Örebro 1902 för en tjänst vid Örebro Tekniska Elementarskola finns inga spår av tävlingsdeltagande eller nyritningar. Under de kommande åren skrev han flera läroböcker i ämnet byggnadskonst.
Karlson är begravd på Längbro kyrkogård.

## Utförda verk[1]

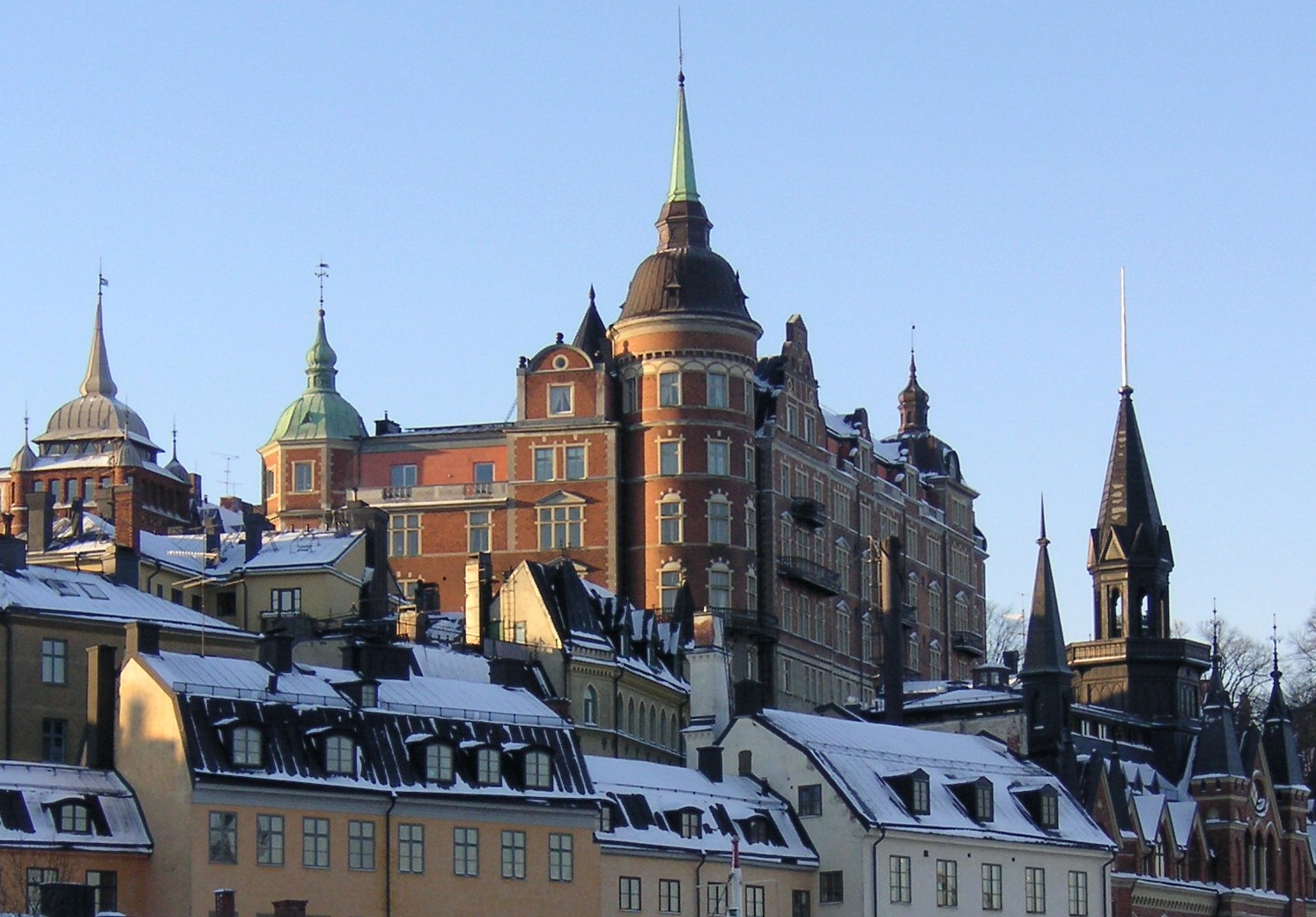
Laurinska huset.

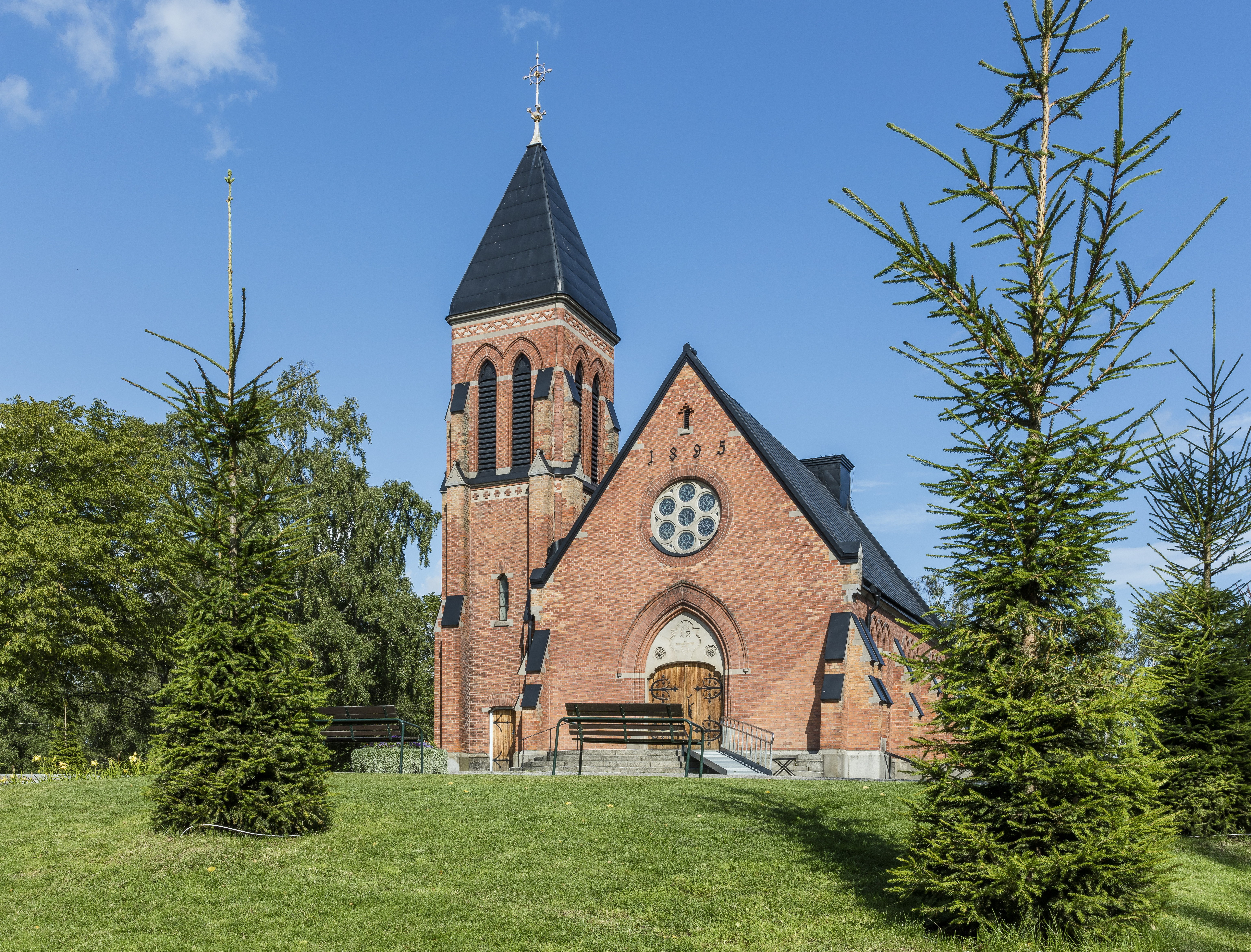
Begravningskapell på Sandsborgskyrkogården.

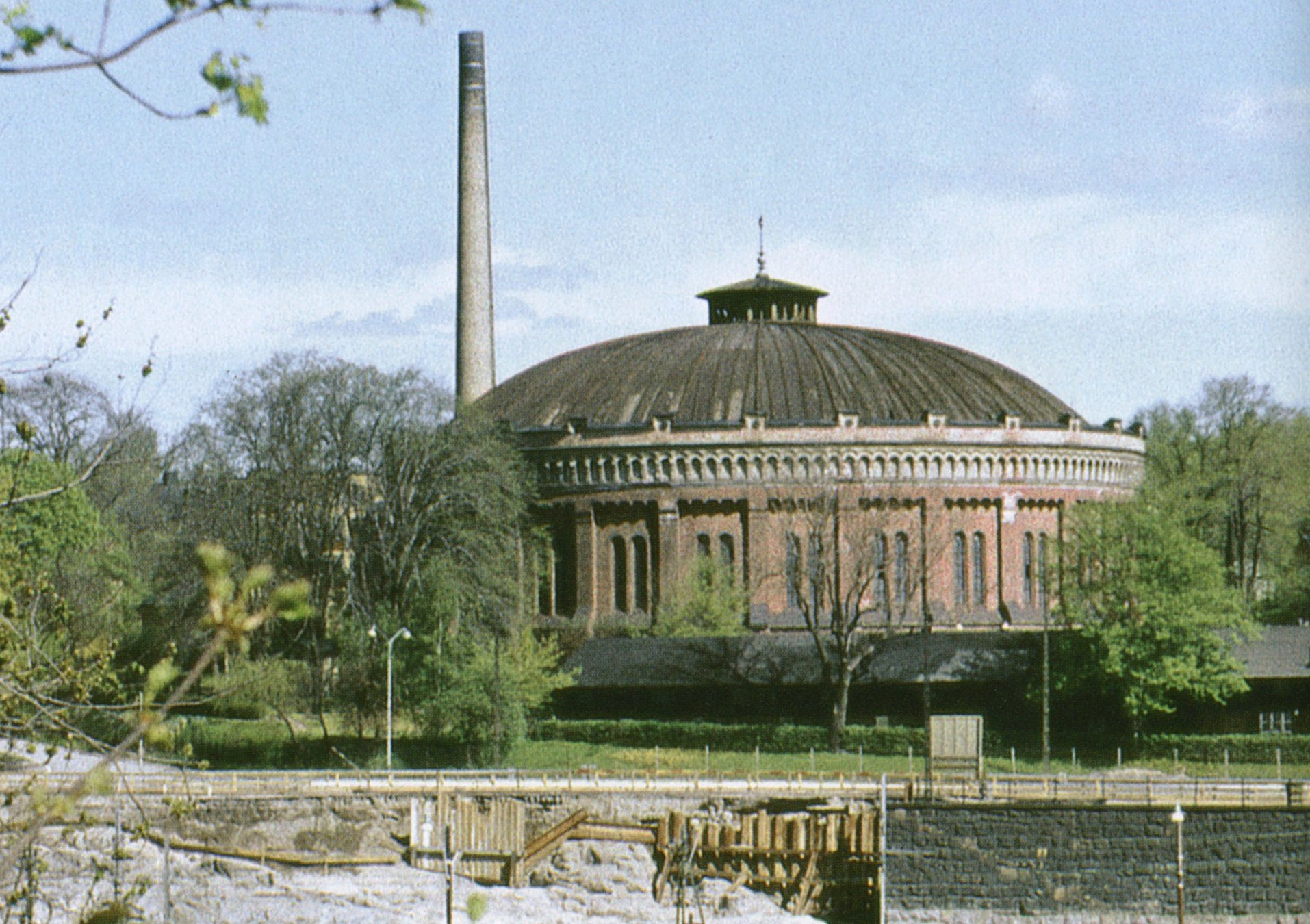
Gasklockan i Sabbatsberg.

- 1883, Gasklockan i Sabbatsberg, Stockholm, reviderad av Per Emanuel Werming (riven 1970)
- 1883, Stuckatörens hus, Stockholm
- 1885, Bostadshus i kv. Hälsan, Stockholm
- 1890, Bostadshus i kv. Taktäckaren (Rehnsgatan 9, rivet 1906), Stockholm
- 1891, Bostadskus i kv. Sjöråen, Stockholm
- 1891, Laurinska huset, Stockholm
- 1895, Begravningskapell på Sandsborgskyrkogården, Stockholm
- 1895, Skandiahuset, Eskilstuna[3]
- 1897, Monter för John Bejers skofabrik på Allmänna konst- och industriutställningen i Stockholm
- 1898, Varmbadhus i Borås (rivet 1960)
- 1899, Brandstation i Borås (riven 1945)
- 1889, Bostadshus i kv. Barnhusväderkvarnen i Stockholm. (Tegnérlunden 4, rivet 1959-60)

## Tävlingsbidrag, ej utförda[1]

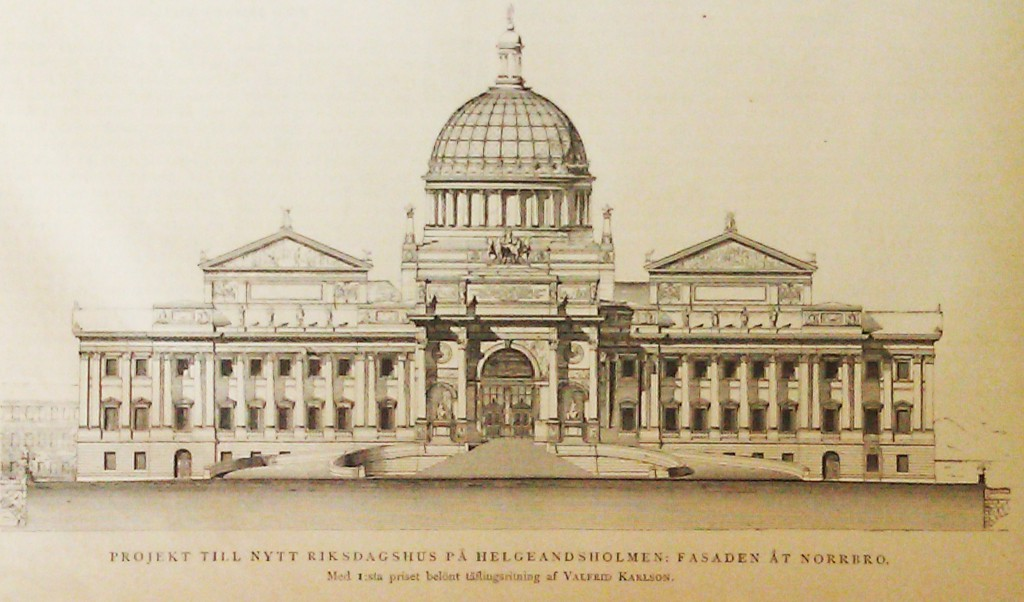
Riksdagshuset, tävlingsbidrag.

- 1883, Nordiska museet, Stockholm, 3:e pris
- 1885, Likförbränningsanstalt i Cederdalsparken, Stockholm, 1:a pris
- 1886, Telefontornet, Stockholm, 1:a pris
- 1888, Kungliga Operan, Stockholm 1:a pris
- 1889, Riksdagshuset i Stockholm, 1:a pris
- 1896, Oscarskyrkan, Stockholm, 3:e pris
- 1898, Gustav Adolfs kyrka, Borås, 3:e pris
- 1899, Sofia kyrka, Stockholm, 3:e pris
- 1900, Sankt Johannes kyrka, Malmö, 2:a pris
- 1900, Brynäshöjdens kyrka (ej uppförd) Gävle, 1:a pris
- 1900, Dahlgrenska stiftelsen, Malmö, 3:e pris
- 1901, Vasakyrkan, Göteborg, 2:a pris

### Fotnoter
1. 1 2 3 4 5  Sekelskiftets byggteknik: om arkitekten Valfrid Karlson
2. ↑  SvenskaGravar
3. ↑  eskilstunakällan EM 12914 - Byggnad